# Барда, Наталья Владимировна
Наталья Владимировна Барда (укр. Наталія Володимирівна Барда; род. 24 ноября 1971, Ровно) — советская и украинская самбистка и дзюдоистка; Мастер спорта СССР (1991), Мастер спорта Украины международного класса (1994).

## Биография
Родилась 24 ноября 1971 года в Ровно.
В 1997 году окончила Ровенский педагогический институт.
Выступала за Вооружённые Силы Украины (1995—1999 годы) в весовой категории до 60 кг, тренер Михаил Романкевич..
В 1990 году Наталья Барда была победительницей международного турнира по дзюдо в Болгарии. В 1991 году победила в первенстве СССР по дзюдо в Ровно и во всесоюзном турнире по самбо в Хмельницком. Чемпионка Украины по самбо в 1993—1996 годах и 1-й Спартакиады Украины по дзюдо в 1995 году. Бронзовая призерка открытого чемпионата Белоруссии в Минске в 1992 году, Международного турнира на призы «Спортивной газеты» в Киеве в 1994 году, чемпионата мира (1993 и 1996—1997) и командного Кубка мира (1994—1995), а также серебряная (1993—1994) и бронзовая (1997) призерка чемпионата Европы по самбо.
С 1999 года Н. В. Барда — тренер-преподаватель по дзюдо и самбо у Ровенском городском дворце детей и молодёжи, затем работала тренером Ровенской ДЮСШ № 5. Муж — Андрей Демчук, тоже является спортсменом (тяжёлая атлетика), Мастер спорта Украины международного класса.